# Narodowe Archiwum Malezji
Narodowe Archiwum Malezji (malajski Arkib Negara Malaysia) – archiwum państwowe Malezji z siedzibą w Kuala Lumpur.

## Historia
Archiwum powołano do życia w 1957 roku. W 1963 roku instytucja otrzymała status archiwum narodowego. Od 2008 roku archiwum podlega Ministerstwu Jedności, Kultury, Sztuki i Dziedzictwa. 
W 2009 roku Narodowe Archiwum Malezji otrzymało nagrodę Jikji dla instytucji i osób prywatnych, które najlepiej realizują cele projektu UNESCO Pamięć Świata.